# باب اسفنجی شلوار مکعبی: کارمند ماه
باب اسفنجی شلوار مکعبی: کارمند ماه یک بازی ویدئویی ماجراجویی است که در سال سال ۱۳۸۱ که توسط AWE گیمز ساخته و توسط تی اچ کیو برای رایانه‌های شخصی منتشر شده‌است.
این کار با تمرکز بر نمایش تلویزیونی باب اسفنجی شلوار مکعبی که برای اولین بار در سال ۱۳۷۸ در نیکلودئون پخش شد سرو شکل گرفته است. داستان متمرکز بر باب اسفنجی شلوار مکعبی است که دو بلیط به پردیس نپتون(Neptune's Paradise)، یک پارک موضوعی دریافت می‌کند، اما بسیاری از اتفاقات غیرمنتظره در طول راه اتفاق می‌افتد.

## گیم پلی
کارمند ماه یک بازی ماجراجویی با کلیک و کلیک است که در آن بازیکن باب اسفنجی شلوار مکعبی را کنترل می‌کند. گیم پلی شامل بازیکن است که کارهای مختلفی را انجام می‌دهد و وسایل را برای شهروندان بیکینی باتم جمع می‌کند. صندوق گنج به عنوان موجودی کالاهای بازیکن عمل می‌کند، که اغلب باید برای پیشرفت به جلو ترکیب شوند. بازیکن همچنین می‌تواند به نقشه فصل فعلی دسترسی پیدا کند. برش‌های متحرک هر سطح را شروع و به پایان می‌رسانند و متعاقباً برای مشاهده از منوی اصلی بازی در دسترس قرار می‌گیرند. چندین نوار ویدیویی در طول بازی پنهان است. با یافتن آنها فیلم ویژه ای از توسعه بازی باز می‌شود.

## داستان

### معرفی
باب اسفنجی، کارمند رستوران آقای خرچنگ، دوباره جایزه «کارمند ماه» را از آن خود می‌کند و او را به «کارمند سال» تبدیل می‌کند. به عنوان جایزه، او دو بلیط به پردیس نپتون، یک پارک تفریحی محلی دریافت می‌کند که آقای خرچنگ از طریق پست بلیط رایگان برای آن برنده شده بود.

### فصل ۱: کارمند سال
پس از دریافت بلیط‌های نپتون بهشت، باب اسفنجی ابتدا یک همبرگر خرچنگی را برای مشتری بدخلقی سرو می‌کند و سپس توسط مشتری به وی اطلاع می‌یابد که چگونه به پارک برسد. تا آنجا سوار اتوبوس شویم. پس از پایان جابجایی وی در رستوران آقای خرچنگ می‌ماند، باب اسفنجی به مرکز شهر می‌رود و در آنجا با پاتریک ملاقات می‌کند تا سوار اتوبوس شود. متأسفانه باب اسفنجی پول کوپون اتوبوس ندارد؛ بنابراین باب اسفنجی برای یافتن گنج دفن شده داچمن پرنده، به ساحل محلی گولاگون می‌رود تا پول کوپون‌ها را پرداخت کند. پس از اینکه باب اسفنجی یک سری کارها را برای شخصیت‌های مختلف انجام داد، گنجینه داچمن پرنده را پیدا می‌کند، صندوقچه ای کاملاً پر از نشانه‌های اتوبوس. پس از اینکه باب اسفنجی چندین کار دیگر را به منظور متقاعد کردن یک راننده اتوبوس برای پذیرفتن قبول آنها انجام داد، او و پاتریک راهی پردیس نپتون می‌شوند.

### فصل ۲: ضربه زدن به راک باتم
باب اسفنجی و پاتریک به دلیل باران شدید در راک باتم قرار می‌گیرند و راننده اتوبوس از باب اسفنجی و پاتریک به دلیل گرفتار شدن در آنجا ناراحت می‌شود. تا زمانی که هوا پاک نشده و باب اسفنجی به تنهایی رها شود، دیگر از کمک به باب اسفنجی امتناع می‌ورزد. باب اسفنجی سرانجام می‌فهمد که طوفان باران توسط مارلین جادوگر ایجاد شده‌است، که از یک هواساز محلی ناراحت است زیرا می‌خواهد دستگاهی بسازد که بتواند هوا را کنترل کند. مارلین از آنجا که کنترل آب و هوا وظیفه او است، از طریق دستگاه احساس خطر می‌کند. پس از اینکه باب اسفنجی و پاتریک ماشین آب و هوا را از بین بردند، مارلین باران را متوقف کرده و این دو به سفر خود به بهشت نپتون ادامه می‌دهند. با این حال، راننده اتوبوس بیش از آنکه بتواند از پس بازی‌های کودکانه باب اسفنجی و پاتریک برآید، عصبانی می‌شود و سرانجام آنها را فریب می‌دهد تا از اتوبوس خارج شوند قبل از اینکه رانندگی کند.

### فصل ۳: بازگشت به میدان یک
باب اسفنجی و پاتریک بخاطر بازیهای بدشانسی اتوبوس را لگد می‌کنند و دوباره در بیکینی باتم هستند. آنها می‌فهمند که سندی در حال ساخت موشکی در داخل خانه خود است که می‌تواند آنها را به بهشت نپتون برساند و باعث می‌شود که باب اسفنجی با چالش‌های زیادی مقابله کند تا آماده پرواز شود. باب اسفنجی به کلاه آبی خود احتیاج دارد تا وارد سه‌گانه سندی شود. وقتی می‌بیند که یک استراحت مار دریایی در کلاه، او تصمیم به استفاده از کلارینت اختاپوس را به آن فریب است. با این حال، اختاپوس در خواب عمیقی به سر می‌برد، بنابراین باب اسفنجی از یک جفت عینک رؤیایی برای ورود به رویاهای خود استفاده می‌کند، جایی که خودش تا حدی به اختاپوس تبدیل می‌شود. باب اسفنجی اختاپوس را متقاعد می‌کند که کلارینت را به او بدهد، که باب اسفنجی از آن برای بازیابی کلاه آب خود از مار دریا استفاده می‌کند. در همین حال، پاتریک رکورد بیشتر ساندویچ‌های خورده شده در یک غذاخوری را به دست می‌آورد. سپس این باند مجدداً به بهشت نپتون می‌روند، اما بی‌خبر از آنها، پاتریک قبل از پر شدن کامل مخازن موشک، به‌طور اتفاقی لوله اکسیژن را می‌شکند.

### فصل ۴: باتم آپ!
موشک سندی در شهر مرفه باتم آپ سقوط می‌کند. باب اسفنجی در جستجوی سوخت اکسیژن موشک قرار گرفت و وی را به دنبال انجام کارهای مختلف سوق داد. سندی به باب اسفنجی می‌گوید تا اکسیژن را در Oxygen Springs Resort and Spa دریافت کند، جایی که از آبفشان‌ها به عنوان وان آب داغ اما با حباب‌های اکسیژن استفاده می‌شود. با این حال، مخابره داخل ساختمان باب اسفنجی را به این دلیل که ژاکت نپوشیده نپوشیده‌است، از دسترسی باب اسفنجی به فنرها جلوگیری می‌کند؛ بنابراین نکته اصلی این فصل این است که باب اسفنجی برای ورود به چشمه‌ها باید از جایی کت پیدا کند. در همین حال، پاتریک پس از خوردن غذای بی‌ارزش در فصول قبلی به دنبال حمام می‌گردد. باب اسفنجی پس از انجام چند کار برای تهیه ژاکت خود، در نهایت به یک شهر کوچک ثروتمند، بورلی هیلز سفر می‌کند و در آنجا خود را در یک رستوران غذاهای دریایی بسیار زیبا در داخل لاشه کشتی تایتانیک پیدا می‌کند. باب اسفنجی در رستوران ژاکت قرض گرفته‌ای دریافت می‌کند اما بعد از اینکه به‌طور تصادفی فهمید که اهل بیکینی پایین است، شهری که پیشخدمت‌های رستوران از آن بیزارند، او را بیرون می‌کنند. خوشبختانه پیشخدمت فراموش می‌کند کاپشن باب اسفنجی را پس بگیرد. پس از ورود موفقیت‌آمیز به چشمه‌های آب، و پر کردن مخازن اکسیژن، آنها قبل از بسته شدن پارک راهی بهشت نپتون می‌شوند.

### فینال
این باند به پردیس نپتون می‌رسند، اما یک کارمند به آنها می‌گوید که پارک برای یک مهمانی خصوصی بسته‌است. باب اسفنجی و پاتریک در ابتدا ناراحت هستند، اما سندی به کارمند می‌گوید که مهمانی آنها است و اجازه ورود دارند. در داخل پارک، آنها با تمام شخصیت‌هایی که در طول مسیر ملاقات کرده‌اند، ملاقات می‌کنند، که به نظر می‌رسید این کار را برای باب اسفنجی برنامه‌ریزی کرده‌اند. سپس همه آنها از مسافرت‌ها و جاذبه‌ها لذت می‌برند.

## بازیگران
- تام کنی در نقش باب اسفنجی
- بیل فاگرباککه در نقش پاتریک
- کارولین لارنس در نقش سندی
- راجر بامپاس در نقش اختاپوس
- داگ لارنس در نقش پلانکتون و لری خرچنگ دریایی
- تیم کانوی در نقش پسر پسر صدفی
- ماریون راس در نقش مادربزرگ شلوار مربعی
- کلنسی براون در نقش آقای خرچنگ
- جو وایت در نقش مرد دریا

## بازخورد
تام کینگ از Adventure Gamers این بازی را ۳ از ۵ ارزیابی کرد و گیم پلی سرگرم‌کننده و گرافیک رنگارنگ آن را ستود، اما آن را "بسیار آسان و بسیار کوتاه" نیز ستود. کینگ نوشت: "مقدار تکرار از متوسط تا کم است؛ ۳/۵ ساعت طول کشید تا من تمام شود، و اگرچه بازی مطمئناً به اندازه کافی سرگرم کننده است و بیش از یک بار بازی می‌کند، شما چیز متفاوتی نمی‌بینید. اگر این بازی کمی بیشتر بود، من یک نیم ستاره را به امتیاز اضافه می‌کردم. "
سردبیران کامپیوتر گیمینگ ورلد برای جایزه "بازی ماجراجویی سال" ۲۰۰۳ باب اسفنجی شلوار مکعبی: کارمند ماه را نامزد کردند که در نهایت به آپلینک رسید.